# Anton (Bulgarije)
Anton (Bulgaars: Антон) is een dorp en een gelijknamige gemeente in Bulgarije in het oostelijk puntje van de oblast Sofia. De plaats heette vroeger Ladzjene (Лъджене). Anton is de enige nederzetting in de gemeente Anton. Het dorp ligt in een bergachtig gebied, ongeveer 79 km ten oosten van de hoofdstad  Sofia.

## Geografie
De gemeente Anton ligt in het meest oostelijke deel van het district Sofia. Met een oppervlakte van 76,098 km² is het de 19e van de 22 gemeenten van de oblast. De grenzen zijn als volgt:
- in het zuiden - gemeente Koprivsjtitsa;
- in het zuidwesten en westen - gemeente Pirdop;
- in het noorden - gemeente Teteven, oblast Lovetsj;
- in het oosten - gemeente Karlovo, oblast Plovdiv.

## Bevolking
Op 31 december 2020 telde het dorp Anton 1.474 inwoners. Het inwonersaantal toont al jaren een dalende trend en bereikte kort na de Tweede Wereldoorlog een maximum van 2.261 inwoners.
In 2011 was 15,3% van de bevolking tussen de 0-14 jaar, 63,3% was tussen de 15-64 jaar en 21,4% was 65 jaar of ouder. In 2020 waren deze percentages veranderd in 14,4%, 59,8% en 25,8% respectievelijk, hetgeen duidelijk wijst op een trend van vergrijzing en ontgroening. 
| Jaar | Bevolking | 0–4 | 5–9 | 10–14 | 15–19 | 20–24 | 25–29 | 30–34 | 35–39 | 40–44 | 45–49 | 50–54 | 55–59 | 60–64 | 65–69 | 70–74 | 75–79 | 80+ |
| ---- | --------- | --- | --- | ----- | ----- | ----- | ----- | ----- | ----- | ----- | ----- | ----- | ----- | ----- | ----- | ----- | ----- | --- |
| 2011 | 1599      | 80  | 82  | 83    | 77    | 80    | 65    | 106   | 104   | 114   | 114   | 106   | 129   | 117   | 106   | 76    | 86    | 74  |
| 2016 | 1465      | 51  | 68  | 74    | 79    | 59    | 79    | 68    | 91    | 99    | 110   | 108   | 103   | 109   | 112   | 97    | 56    | 102 |
| 2020 | 1474      | 71  | 62  | 79    | 74    | 74    | 75    | 78    | 73    | 92    | 102   | 112   | 105   | 96    | 115   | 97    | 80    | 89  |

## Religie
De meest recente volkstelling is afkomstig uit februari 2011 en was optioneel. Van de 1.599 inwoners reageerden er 1.373 op de optionele volkstelling. De meerderheid van de respondenten behoorde tot de Bulgaars-Orthodoxe Kerk (81%).
| Religieuze samenstelling in februari 2011 | Religieuze samenstelling in februari 2011 | Religieuze samenstelling in februari 2011 | Religieuze samenstelling in februari 2011 | Religieuze samenstelling in februari 2011 |
| ----------------------------------------- | ----------------------------------------- | ----------------------------------------- | ----------------------------------------- | ----------------------------------------- |
|                                           |                                           |                                           |                                           |                                           |
| Bulgaars-Orthodoxe Kerk                   | Bulgaars-Orthodoxe Kerk                   |                                           | 81,06%                                    | 81,06%                                    |
| Katholieke Kerk                           | Katholieke Kerk                           |                                           | 0,00%                                     | 0,00%                                     |
| Protestantisme                            | Protestantisme                            |                                           | 0,00%                                     | 0,00%                                     |
| Islam                                     | Islam                                     |                                           | 0,29%                                     | 0,29%                                     |
| Geen                                      | Geen                                      |                                           | 2,11%                                     | 2,11%                                     |
| Anders/ Onbekend                          | Anders/ Onbekend                          |                                           | 16,54%                                    | 16,54%                                    |

Anton ·
Bozjoerisjte ·
Botevgrad ·
Dolna Banja ·
Dragoman ·
Elin Pelin ·
Etropole ·
Godetsj ·
Gorna Malina ·
Ichtiman ·
Koprivsjtitsa ·
Kostenets ·
Kostinbrod ·
Mirkovo ·
Pirdop ·
Pravets ·
Samokov ·
Slivnitsa ·
Svoge ·
Tsjavdar ·
Tsjelopetsj ·
Zlatitsa